# Agathiphaga vitiensis
Agathiphaga vitiensis is een vlindersoort uit de familie Agathiphagidae. Hij komt voor op de Fiji-eilanden.

## Waardplanten
De waardplant voor de rups van de Agathiphaga vitiensis is Agathis vitiensis.